# Гонсалес, Хорхе
Хорхе Гонсалес (исп. Jorge González; 31 января 1966, Формоса — 22 сентября 2010, Хенераль Хосе де Сан-Мартин) — аргентинский баскетболист и рестлер. Известен выступлениями в World Championship Wrestling под именем Эль-Гиганте с 1989 по 1992 год и в World Wrestling Federation под именем Гигант Гонсалес в 1993 году.

## Ранние годы и баскетбол
Гонсалес родился 31 января 1966 года в Эль-Колорадо, Формоса, Аргентина. Он страдал гигантизмом, что стало причиной высокого роста. Он достиг роста 188 см и веса 90 кг в 14 лет, через два года его рост составлял 215 см, а вес — около 170 кг. В шестнадцатилетнем возрасте Гонсалеса приняли в баскетбольную секцию клуба «Инду», выступавшего в одном из низших дивизионов. Поначалу он кроме роста ничем не выделялся, был медленным и предсказуемым игроком. Но тренер мужской сборной Аргентины Леон Нахнудель обратил внимание на Хорхе и устроил его в клуб «Химнасия и Эсгрима» из Ла-Платы, выступавший во второй лиге. Вместе со сборной Гонсалес в 1985 году поехал на чемпионат Южной Америки, где его команда стала бронзовым призёром.
В 1986 году Гонсалес вместе с «Химнасией» вышел в первую баскетбольную лигу Аргентины. К этому времени он стал играть гораздо лучше и двигался более проворно. В 1987 году Хорхе перешёл в клуб «Канаденсе», но почти не играл, поскольку из-за растяжения связок выбыл из строя на девять месяцев. Через год, пройдя реабилитацию, Гонсалес хорошо проявил себя на чемпионате Америки в Монтевидео, где на него обратили внимание вербовщики из НБА. На драфте НБА аргентинца выбрал клуб «Атланта Хокс», руководство которого выплатило за Хорхе его аргентинской команде в качестве отступных 30 тыс. аустралей. На момент приезда в США рост Гонсалеса составлял 229 см и он был вторым самым высоким игроком в НБА после Мануте Бола. Но к требованиям НБА Хорхе оказался не готов и не сыграл в лиге ни одной игры. Помощник тренера «Хокс» Кэззи Рассел, лично работавший с Гонсалесом, отмечал, что аргентинцу не достаёт технического мастерства — он плохо бросал левой рукой, не умел делать бросок крюком, откидывался при броске назад, не мог разворачиваться на опорной ноге и при дриблинге контролировал мяч не кончиками пальцев, а всей ладонью.

## Карьера в рестлинге
В 1989 году владелец «Хокс» Тед Тёрнер предложил Гонсалесу попробовать свои силы в рестлинге и подписать контракт с World Championship Wrestling (WCW), которая также принадлежала предпринимателю. Проведя год в тренировках, Гонсалес дебютировал в WCW 19 мая 1990 года на pay-per-view шоу Capital Combat под именем Эль-Гиганте.
На протяжении последующих двух лет он враждовал с Риком Флэром за титул чемпиона мира в тяжёлом весе, участвовал в матче «Комната ужасов» в 1991 году. Кроме того, у него была вражда с Сидом Вишисем и Уан Мэн Гангом (оба рестлера были ростом более 205 см) за звание настоящего «гиганта WCW». Он также недолго участвовал в New Japan Pro Wrestling (NJPW) перед тем как подписать контракт с World Wrestling Federation (WWF) в 1993 году.

## Смерть
Гонсалес умер из-за осложнений, вызванных диабетом 1-го типа и серьезными проблемами с сердцем, 22 сентября 2010 года в Хенераль Хосе де Сан Мартин, Аргентина, в возрасте 44 лет.

## В рестлинге
- Коронные приёмы
  - Chokeslam
  - Clawhold
  - Chokehold
  - Clawslam
- Любимые приёмы
  - Big boot
  - Overhead chop
- Менеджеры
  - Харви Уипплман